# 許可徵
許可徵（？—1641年），字子久，號雉衛，河南开封府尉氏縣百堈保人。

## 生平
万历三十七年（1609年）己酉科河南乡试第六十五名举人，四十七年（1619年）己未科二甲三十八名進士，禮部觀政，考选庶吉士，天啓元年（1621年）七月授户科给事中，二年巡视皇城、光禄寺、四月巡视京营，三年三月升刑科右，差巡青，六月充册封副使，册封崇府怀安王朱由礼妃叶氏。丁忧归，六年四月复除户科右，寻升礼科左，十二月升兵科都给事中。七年四月，叙滇南武寻嵩功，加太常寺少卿衔，管科事，并量升纪录，七月以延镇大捷加恩，升一级，赏银十五两，八月叙宁锦大捷功，升一级，赏银二十两，升都察院右副都御史，仍管兵科都给事中事。崇祯二年（1629年）四月，以阉党削籍。
崇祯十三年，贼烽四起，许可徵倡义捐财备火器，练乡兵，俱有条理。会贼攻汴州，道经尉氏，可徵率男生员许泰迓严守御之，贼怀恨去。至十四年腊月，贼专攻尉氏，坚意死守，城破被执，父子被害甚惨，阖家殉难者数十人，诰命疏稿烧毁不存。墓在县西五里許透漕潭北。

## 家族
曾祖許彦。祖許經。父許自督。

## 引用
1. ↑  《明熹宗哲皇帝实录卷之十二》：天啓元年七月，授庶吉士吴士元等职，何吾驺、倪启祚、侯恪、张翀俱编修；萧命官、姚希孟、朱继祚、丁进、吴士元、杨世芳、刘宇亮、金秉乾、丁乾学俱简讨；许可徵、杨维新除给事中；可徵户科、维新兵科。
2. ↑  《明熹宗哲皇帝实录卷之三十二》：天啓三年三月，升礼科右给事中李精白为兵科左给事中，户科给事中许可徵为刑科右给事中。
3. ↑  《明熹宗哲皇帝实录卷之七十》：天啓六年四月，复除原任刑科右给事中许可徵于户科，补原任南京江西道试御史夏敬承于南京河南道。
4. ↑  《明熹宗哲皇帝实录卷之七十三》：天啓六年闰六月月，升户科右给事中许可徵为礼科左给事中。
5. ↑  《尉氏县志》